# Phlugis chrysopoides
Phlugis chrysopoides är en insektsart som beskrevs av Nickle 2003. Phlugis chrysopoides ingår i släktet Phlugis och familjen vårtbitare. Inga underarter finns listade i Catalogue of Life.